# Renina Katz
Renina Katz Pedreira (Rio de Janeiro, 30 de dezembro de 1925 - 21 de janeiro de 2025), mais conhecida como Renina Katz, foi uma gravurista, desenhista, aquarelista, ilustradora e professora brasileira.
Junto com Edith Behring e Fayga Ostrower, Renina fez parte da primeira geração de grandes gravadoras brasileiras, o que o historiador da arte Geraldo Edson de Andrade chama de “matriarcado da gravura no Brasil”.

## Carreira
Filha de judeus asquenazitas poloneses estabelecidos em glebas cabralinas após o término da 1ª Guerra Mundial, Renina Katz iniciou sua carreira nos anos 1940, dedicando-se primeiramente à pintura de retratos e paisagens do Rio de Janeiro, utilizando elementos do expressionismo. Em 1946, começou seus trabalhos com xilogravura com o ilustrador e gravurista austríaco Axl von Leskoschek.
Renina estudou pintura entre 1947 e 1950 na Escola Nacional de Belas Artes, no Rio de Janeiro, com licenciatura em desenho pela Faculdade de Filosofia da Universidade do Brasil. Incentivada por Poty, ingressou no curso de gravura em metal oferecido por Carlos Oswald no Liceu de Artes e Ofícios do Rio de Janeiro. Durante a década de 1950, Renina continuou a trabalhar com gravura em metal, mas foi na xilogravura que realizou a maior parte de sua produção artística, retomando a gravura em metal cerca de trinta anos depois, na década de 1980.

Abstrato, 1971 (Calcografia. Água-forte). Acervo do Museu do Senado.

Após mudar-se para São Paulo em 1951, ministrou cursos de gravura e desenho no Museu de Arte de São Paulo Assis Chateaubriand - MASP de 1952 a 1955 e na Fundação Armando Álvares Penteado - FAAP de 1953 a 1963.
Entre 1948 e 1956, dedicou-se principalmente à técnica da xilogravura, trabalhando numa série de gravuras em madeira e linóleo. Preocupada com temas ligados ao realismo social, seu trabalho na época revela o universo de personagens marginalizados como trabalhadores urbanos, camponeses e retirantes.

Durante os anos 1960, abandona os temas de denúncia social adquirindo um estilo mais não-figurativo. Dedicou-se a pintura e ao desenho e fez estudos de cor usando serigrafia. Ela afirma que "a cor surgiu como uma necessidade na evolução do trabalho, e a multiplicação das matrizes trouxe a possibilidade de explorar os vários valores tonais".

Abstrato, 1971 (Calcografia. Água-forte). Acervo do Museu do Senado.

Tornou-se docente da Faculdade de Arquitetura e Urbanismo da Universidade de São Paulo em 1965, instituição onde completou seu mestrado e doutorado e à qual esteve vinculada durante 28 anos. Sua dissertação de mestrado, intitulada "Matrizes Modificadoras do Campo Plástico", de 1979, foi o primeiro trabalho acadêmico apresentado como uma série de serigrafias realizado na Universidade de São Paulo. Em 1982, sua tese de doutorado, "Lugares", composto de 13 litografias foi a primeira tese não-verbal apresentada na FAU.
A partir da década de 1970, Renina se dedica à litografias. Nos anos 1980, o trabalho de Renina começa a apresentar superfícies translúcidas. Para conseguir esse efeito, ela grava muitas matrizes e aplica várias cores, realizando diversas impressões para obter uma única gravura.
Depois da década de 2000, problemas de saúde obrigaram a artista a abandonar a gravura e dedicar-se cada vez mais a aquarelas.

## Obras
Renina Katz foi uma artista com diversas obras usando o estilo de litografia, xilogravura, guache e aquarela.
| Título da Obra    | Estilo      | Tamanho               | Ano              |
| ----------------- | ----------- | --------------------- | ---------------- |
| Mulher Sentada    | Guache      | 30,50 cm x 17,20 cm   | 1947             |
| Mulata            | Xilogravura | 41,20 cm x 31,80 cm   | 1955             |
| O Parque          | Xilogravura | 44,60 cm x 65,70 cm   | 1956             |
| Transparência     | Litografia  | 60,00 cm x 47,00 cm   | 1974             |
| Desdobramento I   | Litografia  | 57,00 cm x 41,50 cm   | 1974             |
| Passagem          | Aquarela    | 100,00 cm x 180,00 cm | 1983             |
| Assymptota        | Litografia  | 70,50 cm x 50,30 cm   | 1989             |
| A Estrada         | Litografia  | 37,30 cm x 25,50 cm   | 1990             |
| Fragmentos        | Litografia  | 70,50 cm x 50,20 cm   | 1990             |
| Cerf-Volant       | Litografia  | 70,50 cm x 100,00 cm  | 1992             |
| O Tempo e o Vento | Litografia  | 61,00 cm x 40,00 cm   | 1994             |
| Favela            | Xilogravura | 27,00 cm x 18,00 cm   | Não especificado |
| Passeio Laranja   | Litografia  | 50,20 cm x 70,00 cm   | Não especificado |
| Retirantes        | Xilogravura | 23,00 cm x 29,00 cm   | Não especificado |

## Exposições
Renina Katz foi uma artista incrivelmente prolífica, cujo trabalho impactou não apenas o cenário artístico nacional, mas também deixou uma marca significativa em exposições individuais e coletivas em todo o mundo. Sua influência estendeu-se para além das fronteiras, participando ativamente em diversos eventos internacionais, consolidando assim seu papel como uma figura destacada no mundo das artes.
| Título da Exposição                                                                  | Local                                                                           | Cidade              | Estado | País           | Ano  |
| ------------------------------------------------------------------------------------ | ------------------------------------------------------------------------------- | ------------------- | ------ | -------------- | ---- |
| Os Pintores vão à Escola do Povo                                                     | Enba                                                                            | Rio de Janeiro      | RJ     | Brasil         | 1946 |
| 54º Salão Nacional de Belas Artes                                                    | MNBA                                                                            | Rio de Janeiro      | RJ     | Brasil         | 1948 |
| 55º Salão Nacional de Belas Artes                                                    | MNBA                                                                            | Rio de Janeiro      | RJ     | Brasil         | 1949 |
| 1º Salão Baiano de Belas Artes                                                       | Hotel Bahia                                                                     | Salvador            | BA     | Brasil         | 1949 |
| 2º Salão Baiano de Belas Artes                                                       | Galeria Belvedere da Sé                                                         | Salvador            | BA     | Brasil         | 1950 |
| 57º Salão Nacional de Belas Artes                                                    | MNBA                                                                            | Rio de Janeiro      | RJ     | Brasil         | 1951 |
| 2º Salão Paulista de Arte Moderna                                                    | Galeria Prestes Maia                                                            | Rio de Janeiro      | RJ     | Brasil         | 1952 |
| 2º Salão Nacional de Arte Moderna                                                    | MNBA                                                                            | Rio de Janeiro      | RJ     | Brasil         | 1953 |
| 9º Recontre International                                                            | Musée Rath                                                                      | Genebra             | -      | Suíça          | 1954 |
| Exposição do Congresso Nacional de Intelectuais                                      | Não especificado                                                                | Goiânia             | GO     | Brasil         | 1954 |
| Salão Preto e Branco                                                                 | Palácio da Cultura                                                              | Rio de Janeiro      | RJ     | Brasil         | 1954 |
| 4º Salão Baiano de Belas Artes                                                       | Hotel Bahia                                                                     | Salvador            | BA     | Brasil         | 1954 |
| 3º Salão Paulista de Arte Moderna                                                    | Galeria Prestes Maia                                                            | São Paulo           | SP     | Brasil         | 1954 |
| Mostra de Arte Brasileira                                                            | Não especificado                                                                | Varsóvia            | -      | Polônia        | 1954 |
| Arte Brasileira, Arquitetura Brasileira Moderna e Novos Gráficos Brasileiros         | Kunstgewerbenmuseum                                                             | Zurique             | -      | Suíça          | 1954 |
| Mostra de Arte Brasileira                                                            | Não especificado                                                                | Nova Délhi          | -      | Índia          | 1955 |
| 3ª Bienal Internacional de São Paulo                                                 | MAM/SP                                                                          | São Paulo           | SP     | Brasil         | 1955 |
| 4º Salão Paulista de Arte Moderna                                                    | Galeria Prestes Maia                                                            | São Paulo           | SP     | Brasil         | 1955 |
| 1º Salão Ferroviário                                                                 | Não especificado                                                                | Rio de Janeiro      | RJ     | Brasil         | 1956 |
| 5º Salão Nacional de Arte Moderna                                                    | Não especificado                                                                | Rio de Janeiro      | RJ     | Brasil         | 1956 |
| 28ª Bienal de Veneza                                                                 | Não especificado                                                                | Veneza              | -      | Itália         | 1956 |
| Internacional Print Show                                                             | Não especificado                                                                | Wisconsin           | -      | Estados Unidos | 1956 |
| Xylon 2                                                                              | Não especificado                                                                | Zurique             | -      | Suíça          | 1956 |
| 6º Salão Nacional de Arte Moderna                                                    | Não especificado                                                                | Rio de Janeiro      | RJ     | Brasil         | 1957 |
| 6º Salão Paulista de Arte Moderna                                                    | Galeria Prestes Maia                                                            | São Paulo           | SP     | Brasil         | 1957 |
| 7º Salão Nacional de Arte Moderna                                                    | MAM/RJ                                                                          | Rio de Janeiro      | RJ     | Brasil         | 1958 |
| Salão do Mar                                                                         | Não especificado                                                                | Rio de Janeiro      | RJ     | Brasil         | 1958 |
| 8º Salão Nacional de Arte Moderna                                                    | MAM/RJ                                                                          | Rio de Janeiro      | RJ     | Brasil         | 1959 |
| 5ª Bienal Internacional de São Paulo                                                 | Pavilhão Ciccilo Matarazzo Sobrinho                                             | São Paulo           | SP     | Brasil         | 1959 |
| 8º Salão Paulista de Arte Moderna                                                    | Galeria Prestes Maia                                                            | São Paulo           | SP     | Brasil         | 1959 |
| 9º Salão Paulista de Arte Moderna                                                    | Galeria Prestes Maia                                                            | São Paulo           | SP     | Brasil         | 1960 |
| Coleção Leirner                                                                      | Galeria de Arte das Folhas                                                      | São Paulo           | SP     | Brasil         | 1960 |
| Contribuição da Mulher às Artes Plásticas no País                                    | MAM/SP                                                                          | São Paulo           | SP     | Brasil         | 1960 |
| 1ª O Rosto e a Obra                                                                  | Galeria Ibeu Copacabana                                                         | Rio de Janeiro      | RJ     | Brasil         | 1961 |
| 10º Salão Paulista de Arte Moderna                                                   | Galeria Prestes Maia                                                            | São Paulo           | SP     | Brasil         | 1961 |
| 6ª Bienal Internacional de São Paulo                                                 | Pavilhão Ciccilo Matarazzo Sobrinho                                             | São Paulo           | SP     | Brasil         | 1961 |
| 7ª Bienal Internacional de São Paulo                                                 | Fundação Bienal                                                                 | São Paulo           | SP     | Brasil         | 1963 |
| 9º Resumo de Arte JB                                                                 | MAM/RJ                                                                          | Rio de Janeiro      | RJ     | Brasil         | 1971 |
| Coletiva                                                                             | Galeria Ziegler                                                                 | Genebra             | -      | Suíça          | 1974 |
| Arte Gráfica de Hoje                                                                 | Sala de Exposições da Direção Geral de Belas Artes                              | Madri               | -      | Espanha        | 1974 |
| Contemporary Brazilian Prints                                                        | Loyola University                                                               | New Orleans         | -      | Estados Unidos | 1974 |
| Contemporary Brazilian Prints                                                        | University of South Alabama                                                     | Alabama             | -      | Estados Unidos | 1974 |
| Contemporary Brazilian Prints                                                        | University of Tennessee                                                         | Tennessee           | -      | Estados Unidos | 1974 |
| Contemporary Brazilian Prints                                                        | Brazilian-American Cultural Institute                                           | Washington          | -      | Estados Unidos | 1974 |
| A Moderna Gravura Brasileira                                                         | Fundação Biblioteca Nacional                                                    | Rio de Janeiro      | RJ     | Brasil         | 1974 |
| 6º Panorama de Arte Atual Brasileira                                                 | MAM/SP                                                                          | São Paulo           | SP     | Brasil         | 1974 |
| Arte Gráfica Brasileira                                                              | Musée Galliera                                                                  | Paris               | -      | França         | 1975 |
| Arte Gráfica Brasileira                                                              | Museu Albertina                                                                 | Viena               | -      | Áustria        | 1975 |
| Arte Gráfica Brasileira                                                              | Fundação Gulbenkian                                                             | Lisboa              | -      | Portugal       | 1975 |
| 20 Artistas Brasileños                                                               | Centro de Arte y Comunicación (CAYC) e no Museo de Bellas Artes de Bahia Blanca | Buenos Aires        | -      | Argentina      | 1976 |
| Arte Gráfica Brasileira                                                              | Bristol Community College                                                       | Massachusetts       | -      | Estados Unidos | 1976 |
| 7 Artistas de Litografia                                                             | Galeria de Arte Global                                                          | São Paulo           | SP     | Brasil         | 1976 |
| 9º Panorama de Arte Atual Brasileira                                                 | MAM/SP                                                                          | São Paulo           | SP     | Brasil         | 1977 |
| The Original and its Reproduction: a Melhoramentos project                           | Brazilian-American Cultural Institute                                           | Washington          | -      | Estados Unidos | 1977 |
| 1ª Mostra Anual de Gravura Cidade de Curitiba                                        | Centro de Criatividade                                                          | Curitiba            | PR     | Brasil         | 1978 |
| Aquarela no Brasil                                                                   | Paço das Artes                                                                  | Belo Horizonte      | MG     | Brasil         | 1979 |
| Matrizes e Filiais: 4 artistas                                                       | Sesc                                                                            | São Paulo           | SP     | Brasil         | 1979 |
| Artistas Brasileiros em Israel                                                       | Não especificado                                                                | Tel Aviv            | -      | Israel         | 1979 |
| 9ª Mostra da Gravura Cidade de Curitiba                                              | Museu da Gravura                                                                | Curitiba            | PR     | Brasil         | 1990 |
| El Grabado Brasileño Contemporáneo                                                   | Não especificado                                                                | Logroño             | -      | Espanha        | 1990 |
| Museu Municipal de Arte: acervo                                                      | Museu Municipal de Arte                                                         | Curitiba            | PR     | Brasil         | 1991 |
| A Mata                                                                               | MAC/USP                                                                         | São Paulo           | SP     | Brasil         | 1991 |
| Homem e Natureza                                                                     | MAC/USP                                                                         | São Paulo           | SP     | Brasil         | 1991 |
| Registros e Impressões: artistas seminais                                            | Casa das Rosas                                                                  | São Paulo           | SP     | Brasil         | 1991 |
| Enfocando a Gravura em Metal                                                         | Museu da Gravura                                                                | Curitiba            | PR     | Brasil         | 1992 |
| 10ª Mostra da Gravura Cidade de Curitiba/Mostra América                              | Museu da Gravura                                                                | Curitiba            | PR     | Brasil         | 1992 |
| Gravura de Arte no Brasil: proposta para um mapeamento                               | CCBB                                                                            | Rio Janeiro         | RJ     | Brasil         | 1992 |
| Xilogravura: do cordel à galeria                                                     | Funesc                                                                          | João Pessoa         | PB     | Brasil         | 1993 |
| Matrizes e Gravuras Brasileiras: Coleção Guita e José Mindlin                        | Centro de Arte Moderna José de Azeredo Perdigão                                 | Lisboa              | -      | Portugal       | 1993 |
| Coletiva                                                                             | Centro de Estudos Brasileiros                                                   | Manágua             | -      | Nicarágua      | 1993 |
| Obras para Ilustração do Suplemento Literário: 1956-1967                             | MAM/SP                                                                          | São Paulo           | SP     | Brasil         | 1993 |
| Coletiva                                                                             | Fondazione Scientifica Querini Stampalia                                        | Veneza              | -      | Itália         | 1993 |
| LivroObjeto: a fronteira dos vazios                                                  | CCBB                                                                            | Rio de Janeiro      | RJ     | Brasil         | 1994 |
| Trincheiras: arte e política no Brasil                                               | MAM/RJ                                                                          | Rio de Janeiro      | RJ     | Brasil         | 1994 |
| 1ª Bienal de Gravura de São José dos Campos                                          | Não especificado                                                                | São José dos Campos | SP     | Brasil         | 1994 |
| Bandeiras: 60 artistas homenageiam os 60 anos da USP                                 | MAC/USP                                                                         | São Paulo           | SP     | Brasil         | 1994 |
| Bienal Brasil Século XX                                                              | Fundação Bienal                                                                 | São Paulo           | SP     | Brasil         | 1994 |
| Coletiva                                                                             | CCSP                                                                            | São Paulo           | SP     | Brasil         | 1994 |
| Gravuras: sutilezas e mistérios, técnicas de impressão                               | Pinacoteca do Estado                                                            | São Paulo           | SP     | Brasil         | 1994 |
| Os Clubes de Gravura do Brasil                                                       | Pinacoteca do Estado                                                            | São Paulo           | SP     | Brasil         | 1994 |
| Poética da Resistência: aspectos da gravura brasileira                               | Galeria de Arte do Sesi                                                         | São Paulo           | SP     | Brasil         | 1994 |
| Xilogravura: do cordel à galeria                                                     | Metrô                                                                           | São Paulo           | SP     | Brasil         | 1994 |
| LivroObjeto: a fronteira dos vazios                                                  | MAM/SP                                                                          | São Paulo           | SP     | Brasil         | 1995 |
| 1ª United Artist                                                                     | Casa das Rosas                                                                  | São Paulo           | SP     | Brasil         | 1995 |
| Panorama da Gravura Brasileira                                                       | Museus Castro Maya. Museu da Chácara do Céu                                     | Rio de Janeiro      | RJ     | Brasil         | 1996 |
| Bandeiras                                                                            | Galeria de Arte do Sesi                                                         | São Paulo           | SP     | Brasil         | 1996 |
| Ex Libris /Home Page                                                                 | Paço das Artes                                                                  | São Paulo           | SP     | Brasil         | 1996 |
| Mulheres Artistas no Acervo do MAC                                                   | MAC/USP                                                                         | São Paulo           | SP     | Brasil         | 1996 |
| 4º Studio Unesp Sesc Senai de Tecnologias de Imagens                                 | Sesc Pompéia                                                                    | São Paulo           | SP     | Brasil         | 1996 |
| Traços Contemporâneos: homenagem a gravura brasileira                                | Centro Universitário de Barra Mansa                                             | Barra Mansa         | RJ     | Brasil         | 1997 |
| A Cidade dos Artistas                                                                | MAC/USP                                                                         | São Paulo           | SP     | Brasil         | 1997 |
| Brasileiro que nem Eu, que nem Quem?                                                 | Ministério das Relações Exteriores                                              | Brasília            | DF     | Brasil         | 1998 |
| Cien Recuerdos para Garcia Lorca                                                     | Espaço Cultural 508 Sul                                                         | Brasília            | DF     | Brasil         | 1998 |
| A Grande Arte da Gravura                                                             | Galeria Croqui                                                                  | Campinas            | SP     | Brasil         | 1998 |
| Mulheres Gravadoras: uma homenagem a Edith Behring                                   | Vila Cultura - Pátio do Trilhos                                                 | Jacareí             | SP     | Brasil         | 1998 |
| Pensar Gráfico: A Gravura da Linguagem                                               | Paço Imperial                                                                   | Rio de Janeiro      | RJ     | Brasil         | 1998 |
| Impressões: a arte da gravura brasileira                                             | Espaço Cultural Banespa-Paulista                                                | São Paulo           | SP     | Brasil         | 1998 |
| Os Colecionadores - Guita e José Mindlin: matrizes e gravuras                        | Galeria de Arte do Sesi                                                         | São Paulo           | SP     | Brasil         | 1998 |
| Mostra Rio Gravura. Coleção Guita e José Mindlin                                     | Espaço Cultural dos Correios                                                    | Rio de Janeiro      | RJ     | Brasil         | 1999 |
| Mostra Rio Gravura. Gravura Moderna Brasileira: acervo Museu Nacional de Belas Artes | MNBA                                                                            | Rio de Janeiro      | RJ     | Brasil         | 1999 |
| Mostra Rio Gravura. Maria Bonomi e Renina Katz: gravuras recentes                    | Museu Histórico Nacional                                                        | Rio de Janeiro      | RJ     | Brasil         | 1999 |
| Brasileiro que nem Eu, que nem Quem?                                                 | MAB/Faap. Salão Cultural                                                        | São Paulo           | SP     | Brasil         | 1999 |
| Litografia: fidelidade e memória                                                     | Espaço de Artes Unicid                                                          | São Paulo           | SP     | Brasil         | 1999 |
| 10º Panorama de Arte Atual Brasileira                                                | MAM/SP                                                                          | São Paulo           | SP     | Brasil         | 1999 |
| Grandes Nomes da Gravura Brasileira                                                  | Espaço Cultural dos Correios                                                    | Rio de Janeiro      | RJ     | Brasil         | 1999 |
| 7º Salão Brasileiro de Gravura                                                       | Fundação Memorial da América Latina                                             | São Paulo           | SP     | Brasil         | 1999 |
| 12ª Bienal Iberoamericana de Arte                                                    | Palácio de Bellas Artes de La Ciudad de México                                  | Cidade do México    | -      | México         | 2000 |
| Brasil Sobre Papel: matizes e vivências                                              | Espaço de Artes Unicid                                                          | São Paulo           | SP     | Brasil         | 2000 |
| Investigações: A Gravura Brasileira                                                  | Itaú Cultural                                                                   | São Paulo           | SP     | Brasil         | 2000 |
| Maria Bonomi, Renina Katz: vigência                                                  | Galeria Múltipla de Arte                                                        | São Paulo           | SP     | Brasil         | 2000 |
| O Papel da Arte                                                                      | Galeria de Arte do Sesi                                                         | São Paulo           | SP     | Brasil         | 2000 |
| De la Antropofagia a Brasilía: Brasil 1920-1950                                      | IVAM. Centre Julio Gonzáles                                                     | Valência            | -      | Espanha        | 2000 |
| Investigações. A Gravura Brasileira                                                  | Galeria Itaú Cultural                                                           | Brasília            | DF     | Brasil         | 2001 |
| Investigações. A Gravura Brasileira                                                  | Galeria Itaú Cultural                                                           | Penápolis           | SP     | Brasil         | 2001 |
| Aquarela Brasileira                                                                  | Centro Cultural Light                                                           | Rio de Janeiro      | RJ     | Brasil         | 2001 |
| O Feminino na Arte                                                                   | Biblioteca Mário de Andrade                                                     | São Paulo           | SP     | Brasil         | 2001 |
| Gravuras: Coleção Paulo Dalacorte                                                    | Museu de Artes Visuais Ruth Schneider                                           | Passo Fundo         | RS     | Brasil         | 2002 |
| Gravuras: Coleção Paulo Dalacorte                                                    | Museu do Trabalho                                                               | Porto Alegre        | RS     | Brasil         | 2002 |
| Da Antropofagia a Brasília: Brasil 1920-1950                                         | MAB                                                                             | São Paulo           | SP     | Brasil         | 2002 |
| Ópera Aberta: celebração                                                             | Casa das Rosas                                                                  | São Paulo           | SP     | Brasil         | 2002 |
| Quem Faz as Bienais                                                                  | Galeria Múltipla de Arte                                                        | São Paulo           | SP     | Brasil         | 2002 |
| Projeto Brazilianart                                                                 | Almacén Galeria de Arte                                                         | Rio de Janeiro      | RJ     | Brasil         | 2003 |
| A Gravura Vai Bem, Obrigado: a gravura histórica e contemporânea brasileira          | Espaço Virgílio                                                                 | São Paulo           | SP     | Brasil         | 2003 |
| Arte e Sociedade: uma relação polêmica                                               | Itaú Cultural                                                                   | São Paulo           | SP     | Brasil         | 2003 |
| Arteconhecimento: 70 anos USP                                                        | MAC/USP                                                                         | São Paulo           | SP     | Brasil         | 2003 |
| Entre Aberto                                                                         | Gravura Brasileira                                                              | São Paulo           | SP     | Brasil         | 2003 |
| Israel e Palestina: dois estados para dois povos                                     | Sesc Pompéia                                                                    | São Paulo           | SP     | Brasil         | 2003 |
| MAC USP 40 Anos: interfaces contemporâneas                                           | MAC/USP                                                                         | São Paulo           | SP     | Brasil         | 2003 |
| Novas Aquisições: 1995 - 2003                                                        | MAB/Faap                                                                        | São Paulo           | SP     | Brasil         | 2004 |